# زیردریایی پلوویوس (کیو۵۱)
زیردریایی پلوویوس (کیو۵۱) (به انگلیسی: French submarine Pluviôse (Q51)) یک زیردریایی بود که طول آن ۱۶۷ فوت ۴ اینچ (۵۱٫۰۰ متر) بود. این زیردریایی در سال ۱۹۰۷ ساخته شد.